# Gà rừng lông xám
Gà rừng lông xám, tên khoa học Gallus sonneratii, còn được gọi là Gà rừng Sonnerat, là loài đặc hữu của Ấn Độ. Loài này được tìm thấy chủ yếu trong bán đảo Ấn Độ và nơi mà nó trùng lặp với sự phân bố của Gà rừng lông đỏ. Có tiếng gáy lớn và đặc biệt là bị săn bắt để lấy thịt và có lông cổ dài được tìm để làm mồi câu cá.

## Phân bố
Loài này sống chủ yếu ở bán đảo Ấn Độ, nhưng kéo dài vào Gujarat, Madhya Pradesh và Rajasthan ở phía nam. Loài này và loài gà rừng lông đỏ chồng lên nhau một chút dọc theo ranh giới phân bố phía bắc mặc dù phạm vi chủ yếu là không chồng chéo.